# 2165 Young
2165 Young eller 1956 RJ är en asteroid i huvudbältet, som upptäcktes 7 september 1956 av Indiana Asteroid Program vid Indiana University Bloomington med Goethe Link Observatory. Asteroiden har fått sitt namn efter den amerikanske astronomen Charles Augustus Young.
Asteroiden har en diameter på ungefär 27 kilometer och den tillhör asteroidgruppen Themis.